# Maurice Sarrazin
Pour les articles homonymes, voir Sarrazin.
Répertoire
Voir #Carrière
Scènes principales
Théâtre du Taur, théâtre du Capitole, théâtre Sorano, théâtre de la Digue, tournées en région toulousaine et scènes parisiennes.
Maurice Sarrazin, né le 18 mars 1925 à Toulouse (Haute-Garonne) et mort le 11 avril 2023 à Luchon (Haute-Garonne), est un comédien, metteur en scène, directeur de théâtre et professeur d'art dramatique français.

## Biographie
Maurice Sarrazin naît le 18 mars 1925 dans la famille d'un représentant en textile. Il est élève du Caousou où il remporte, en 1942, la coupe DRAC pour l'éloquence. Étudiant en droit, il s'inscrit également au conservatoire de Toulouse qu'il quitte au bout de six mois pour le cours Mirès Vincent. Il abandonne la faculté à la Libération pour partir, avec quelques amis comédiens, à Paris. Ne parvenant pas à y faire leur place, ils décident de revenir à Toulouse et fondent, dans le grenier de la maison de ses parents, au 11 de l'avenue Frizac, le jour de ses 20 ans, le 18 mars 1945, la compagnie du Grenier de Toulouse.
Avec le Grenier installé au théâtre du Taur, il monte pour le Concours des Jeunes Compagnies en 1946 Le Carthaginois de Plaute. Le 15 janvier 1949, Maurice Sarrazin est nommé directeur du centre dramatique national du Sud-Ouest dont le Grenier a obtenu le statut. Pour le 5e festival d'Aix-en-Provence, il signe le 12 juillet 1952 la mise en scène des Noces de Figaro de Wolfgang Amadeus Mozart, dans la cour de l'Archevêché (en), puis monte Le Roi David de René Morax et Arthur Honegger au théâtre du Capitole de Toulouse en 1958. La troupe retrouve Aix en juillet 1959 pour la représentation du Monde de la lune de Joseph Haydn d'après Carlo Goldoni, et le 23 juillet 1965, pour celle de L'Histoire du soldat, de Charles Ferdinand Ramuz et Igor Stravinsky, déjà joué au théâtre de l'Odéon le 11 juin 1962.
En 1964, il s'installe avec la troupe du Grenier dans le nouveau Théâtre Sorano puis, en janvier 1970, au Théâtre de la Digue. En quarante années, Maurice Sarrazin monte plus de 150 pièces, et donne plus de 5 000 représentations, dans la plupart desquelles il joue également. Fidèle à l'optique des grands metteurs en scène de la décentralisation, il allie le répertoire classique (La locandiera de Carlo Goldoni, Beaucoup de bruit pour rien, La Mégère apprivoisée et Le Roi Lear de William Shakespeare, Le Misanthrope de Molière) aux auteurs contemporains (Tania ou les Fruits de l'instruction de Léon Tolstoï, Chroniques d’une planète provisoire d'Armand Gatti, L'Alouette de Jean Anouilh, Le Roi David de René Morax et Arthur Honegger mais aussi Jean Giraudoux, Eugène Ionesco, Jean-Paul Sartre, Bertolt Brecht, Jean Cocteau).
« Théâtre populaire, décentralisation, troupe » sont à ses yeux les trois mots qui « ont architecturé [s]a vie ».
Associé à Bruno Bayen entre 1975 à 1978, Maurice Sarrazin retrouve le théâtre Sorano en 1983. Remplacé le 1er juillet 1985 à la tête du centre dramatique national par Jacques Rosner, il ouvre à Paris l'école de théâtre Grenier-Maurice Sarrazin, qu'il dirige jusqu'en 1991. De nombreux comédiens sont passés par ce cours, comme Vincent Cassel, François Levantal, Jean-Yves Chalangeas, Florence Darel ou encore Anne Roumanoff. En 2000, la ville de Toulouse lui confie la direction du théâtre Sorano, laissant sa place au terme de la saison 2002-2003 à Didier Carette. Il incarne Jules Saliège dans le film de Francis Fourcou Laurette 1942, une volontaire au camp du Récébédou en 2015.

## Carrière

### Comédien
- 1973 : La Vie de Galilée de Bertolt Brecht, mise en scène Maurice Sarrazin, Le Grenier de Toulouse
- 1974 : Les Vampires de Serge Ganzl, mise en scène Gabriel Garran, Théâtre de la Commune
- 1975 : L'Avare de Molière, mise en scène Maurice Sarrazin et Jean Favarel, Le Grenier de Toulouse
- 1999 : Karamazov/Nuit Blanche d'après Fiodor Dostoïevski, mise en scène Didier Carette, Théâtre national de Toulouse
- 2000 : L'Avare de Molière, mise en scène Maurice Sarrazin, Théâtre Sorano

### Metteur en scène
- 1946 : Le Carthaginois de Plaute, Théâtre du Vieux-Colombier
- 1950 : Le Carthaginois de Plaute, Théâtre de l'Œuvre
- 1950 : Les Fourberies de Scapin de Molière, Théâtre de l'Œuvre
- 1950 : L'Assemblée des femmes d'Aristophane, Théâtre de l'Œuvre
- 1951 : Le Dépit amoureux de Molière, Le Grenier de Toulouse
- 1953 : L'Âge canonique de Christian Lude, Théâtre des Variétés
- 1955 : Beaucoup de bruit pour rien d'après William Shakespeare, Le Grenier de Toulouse
- 1958 : Le Roi David de René Morax et Arthur Honegger, Le Grenier de Toulouse
- 1958 : L'Histoire du soldat de Charles Ferdinand Ramuz et Igor Stravinsky, Le Grenier de Toulouse
- 1962 : Le Roi David de René Morax et Arthur Honegger, Le Grenier de Toulouse
- 1962 : L'Histoire du soldat de Charles-Ferdinand Ramuz et Igor Stravinsky Théâtre de l'Odéon
- 1963 : Chroniques d'une planète provisoire d'Armand Gatti, Le Grenier de Toulouse Théâtre du Capitole de Toulouse
- 1966 : Le Roi Lear de William Shakespeare, Le Grenier de Toulouse
- 1967 : V comme Vietnam d'Armand Gatti, Le Grenier de Toulouse
- 1968 : Le Chien du général de Heinar Kipphardt, Le Grenier de Toulouse
- 1973 : La Vie de Galilée de Bertolt Brecht, Le Grenier de Toulouse
- 1973 : Jules César de William Shakespeare, Le Grenier de Toulouse
- 1975 : L'Avare de Molière, mise en scène avec Jean Favarel, Le Grenier de Toulouse
- 1976 : La Dame de chez Maxim de Georges Feydeau, Le Grenier de Toulouse
- 1977 : Pauvre assassin de Pavel Kohout, Le Grenier de Toulouse
- 1978 : L'Opéra de quat'sous de Bertolt Brecht, Le Grenier de Toulouse
- 1982 : La Cuisine d'Arnold Wesker, Le Grenier de Toulouse
- 1995 : Le Roi Lear, de William Shakespeare 50e anniversaire du Grenier de Toulouse
- 2000 : L'Avare de Molière, Théâtre Sorano, Le Grenier de Toulouse
- 2008 : Sans Laurel ni Hardy de Maurice Sarrazin, Théâtre du Pavé

## Publications
- L'Imaginaire Vie, Toulouse, éditions Privat, 2015, 218 p.  (ISBN 978-2-7089-5421-2) (BNF 44288184).
- Ma vie peut-être, Portet-sur-Garonne, Loubatières, 2005, 155 p.  (ISBN 2-86266-467-7) (BNF 39962617).
- Le Grenier de Toulouse : la troupe, 1945-1985, l'école en 8 journées, Portet-sur-Garonne, Loubatières, 1994, 268 p.  (ISBN 2-86266-219-4) (BNF 35734640).
- Comédien dans une troupe, Toulouse, Le Grenier de Toulouse, 1970, 195 p. (BNF 35206393).